# 콜드 케이스
《콜드 케이스》(Cold Case)는 미국 CBS에서 방영된 수사 드라마이다. 미궁에 빠진 장기 미제 사건들을 과학적인 방법으로 풀어나간다. 대한민국에서는 2004년 온스타일에서 방영되었으며, 다시 2010년 KBS 2TV에서 방영되었다. 2016년에 일본 WOWOW에서 리메이크작 《콜드 케이스 ~진실의 문~》을 제작했다.

## 개요
장기 미해결 사건을 담당하는 필라델피아 경찰의 이야기를 담고 있다.

## 등장인물
- 릴리 러시(캐스린 모리스/서혜정)
- 크리스 래싱(저스틴 체임버스/안용욱,시즌 1)
- 윌 제프리스(톰 배리/김병관)
- 존 스틸먼(존 핀/송두석)
- 닉 비라(제러미 래치퍼드/이장원)
- 스코티 밸런스(대니 피노/임채헌)

## 같이 보기
- CSI: 과학수사대